# 御子柴道夫
御子柴 道夫（みこしば みちお、1946年2月 - 2022年8月24日）は、日本のロシア文学者、千葉大学名誉教授。
長野県生まれ。1975年早稲田大学大学院文学研究科博士課程ロシア文学専攻単位取得満期退学。1981年頃から千葉大学教養部助教授、90年代に同外国語センター教授。
専門は19ー20世紀初頭のロシアにおける、ソロヴィヨフから始まり、道標派と称される思想家達、さらに「スラヴ派」と呼ばれる思想家達などであるが、既存のロシア思想史・哲学史理解に対する不満をきっかけに、ロシアに文献が登場し始めた11世紀頃からロシア思想史を考察し、著書にまとめるに至っている。また、ロシア革命と亡命ロシア人思想家についての考察も行っている。11世紀ロシア思想を追う流れの中で、ロシア革命までのロシア思想が正教を中心としていた時代背景から、必然的にその研究はロシア宗教思想史を対象とするものとなっている。

## 著書

### 単著
- 『ソロヴィヨフとその時代』「ソロヴィヨフ著作集　別巻 1・2」刀水書房、1982年
- 『ロシア精神のゆくえ―聖と俗の対話』NTT出版、1993年11月。教会巡礼記
- 『ロシア宗教思想史』成文社、2003年3月
- 『ウラジーミル・ソロヴィヨフ―幻視者・詩人・哲学者』岩波書店、2011年2月

- 編著『ロシア革命と亡命思想家　1900-1946』成文社、2006年10月

### 翻訳
- ソロヴィヨフ『愛の意味・ドストエフスキー論』東宣出版 1970年
- 『ソロヴィヨフ選集〈1〉西欧哲学の危機』東宣出版 1973年
- 『ソロヴィヨフ選集〈2〉神人論』東宣出版 1972年
- 『ソロヴィヨフ選集〈3〉人生の霊的基礎』東宣出版 1973年
- 『ソロヴィヨフ選集〈5〉世界終末論』東宣出版 1973年
  - 『ソロヴィヨフ著作集〈5〉三つの会話　戦争・平和・終末』刀水書房 1982年、改訂版2010年
- セルゲイ・ブルガーコフ、長縄光男共訳『道標　ロシア革命批判論文集 1』現代企画室 1991年6月
- 長縄光男共監訳『深き淵より　ロシア革命批判論文集 2』現代企画室 1992年2月